# Nannoplankton

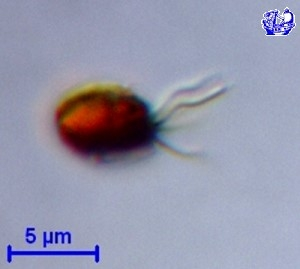
Isochrysis galbana

Nannoplankton, ook wel nanoplankton genoemd, is plankton dat kleiner is dan microplankton, maar groter dan picoplankton. De benaming komt van het Griekse "nanos" (νάνος), dat dwerg betekent.
In het internationale gebruik is de definiëring van de grootteklasse niet eenduidig, maar de International Nannoplankton Association (INA) hanteert de afmetingen van 2 tot 63 µm (micrometer)
.
De benaming is niet rechtstreeks gerelateerd aan de nanometer. De afmeting van nannoplankton is namelijk, uitgaande van bovenstaande definitie, minimaal 2.000 nanometer (0,002 millimeter) en zit dus in het micrometer-bereik.

## Beschrijving

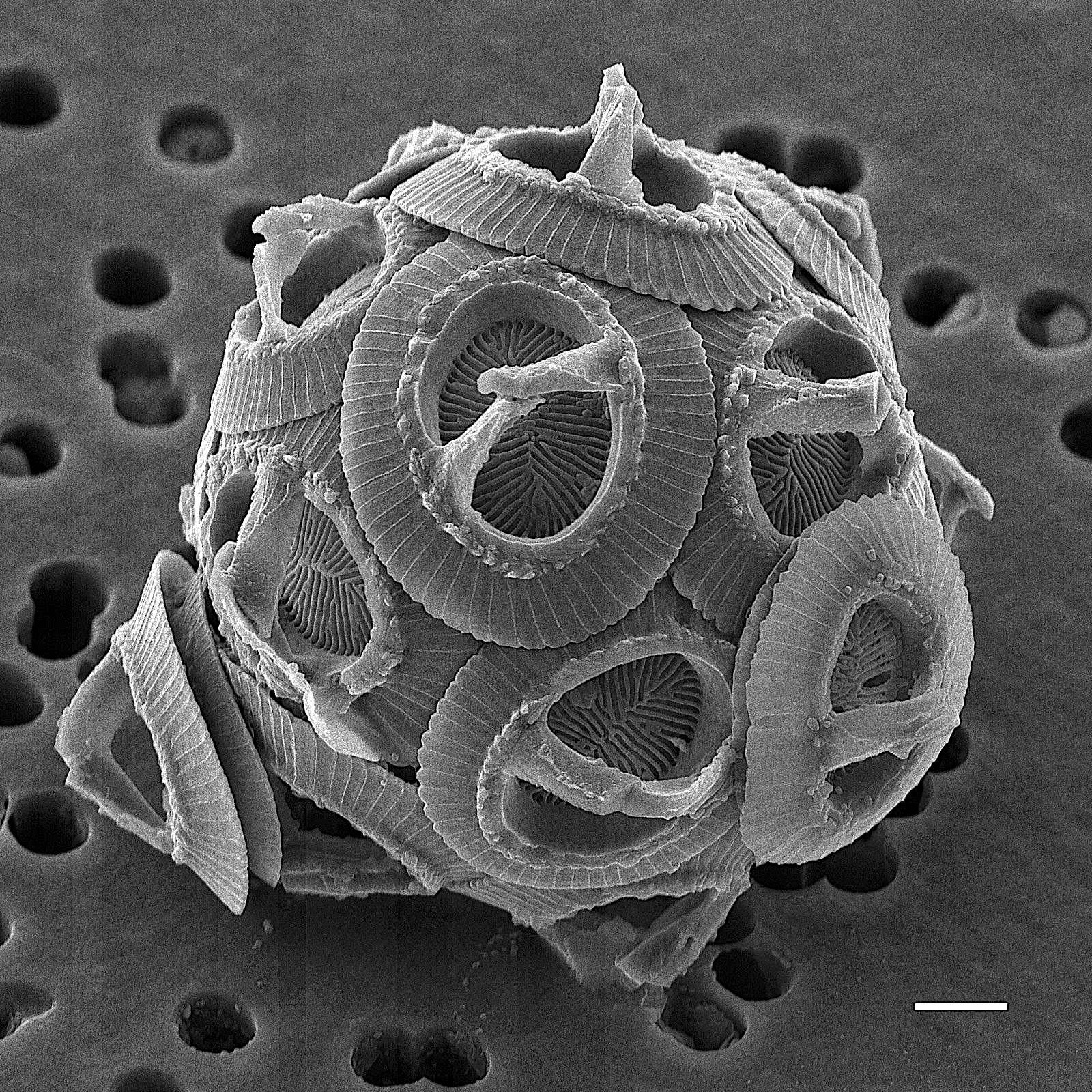
Gephyrocapsa oceanica
Een coccolithofoor

Nannoplankton bestaat vooral uit protisten, zoals diatomeeën, flagellaten, pyrrophyten, chrysophyten, chlorophyten en xanthophyten. Nannoplankton kan uit zeewater afgescheiden worden door tweemaal te zeven met een fijne doek. Nannoplankton is in de geologie van belang, omdat het in fossiele afzettingen (nannofossielen) kan worden teruggevonden. De samenstelling van de alkenonen die het bevat levert dan informatie over de temperatuur van het zeewater toen het nannoplankton nog leefde.
Voor het fotograferen van nannoplankton wordt meestal gebruikgemaakt van een elektronenmicroscoop (SEM).